# よいこのしごと
『よいこのしごと』は、まがりひろあきによる4コマ漫画作品。『まんがライフ』で、2005年12月号ゲスト掲載を経て2006年6月号より2011年2月号まで連載。うっかり悪の秘密結社に入社してしまったドジなOL、吉沢宵子の日常を描く。『まんがライフ』では「生活感」を重視しているため、シュールなネタは載せられない可能性があり、作者が他作品で多用しているシュールでブラックなネタは本作では全く見られない。

## 登場人物

### Black Cloth（黒い布）団
怪人は戦闘員が昇進して改造される場合（クモ男、ゾウ男、自転車男など）と、一から製作される場合（幼稚園児女、チョコレート男→チョコレート女など）の二通りが存在する。
吉沢 宵子（よしざわ よいこ）
うっかり悪の組織「BC団」に就職してしまった天然系OL。因みに酒癖が非常に悪く、酔うと朗らかな性格のまま毒舌になる。
総統
炎のような形状の逆立つ黒い毛玉。全てが謎。
大佐
BC団の幹部。軍服姿で目つきの悪い口髭の男。登場人物の中ではかなりまとも。妻帯者らしく、休日は息子と出歩いたりもしている。
ダークレディ
BC団の女性幹部。いかにもなコスチューム（仮面・黒いレオタード・マント）は自作している。有明に出没するレイヤーでもある。
ドクターズル
BC団の天才科学者。妙な怪人や季節に因んだ怪人を作ることが多い。
BC団団員
黒タイツを着た戦闘員たち。全員男性であり、女性は普通のOLのような制服である（ただし劇中には、吉沢以外の所謂「戦闘員と同じ地位の」女性団員は登場していない）。
イヌ男
イヌの怪人。数多くいる怪人達の中でも出番が多い。
ブタ男
ブタの怪人。イヌ男同様出番が多い。元の人間の姿は、吉沢から「余り変わってませんね」と言われてしまった。
幼稚園児女
幼稚園の潜入捜査のために作られた怪人。外見は幼稚園児そのもの。大人ぶっているが、子供っぽいところもある。
カニ男
カニの怪人。初期は出番が多かったが、中盤以降はめっきり出番が少なくなる。両腕がハサミだが、実は取り外し可能で、その中には普通の腕が隠れている。

### 正義の味方
イナゴ男
BC団をリストラされたことを根に持っており、BC団と対立している。劇中では耳型のアイテムを装着した際に「仮面ノ○ダー」と言われた事もある。正義の味方だが、正義の味方らしからぬ行いも平気でやっている。因みに企画段階では彼が主人公で、人間体にも戻れる設定だった。
桐島博士
イナゴ男を支援する天才科学者。以前BC団の採用面接を受けたが落とされている。
ジャスティス仮面
所属不明。イナゴ男の登場以降出番が無かったが、仕事で海外に赴任していた。

## 書誌情報
- まがりひろあき『よいこのしごと』 竹書房〈バンブーコミックス〉全2巻（未完）
  1. 2007年11月23日発行（2007年10月27日発売）、ISBN 978-4-8124-6748-0
  2. 2009年10月10日発行（2009年9月26日発売）、ISBN 978-4-8124-7159-3
  3. 2010年12月発行 - 同人誌として著者サークル「まがり堂」より発売。